# سارا اسکودرو
سارا اسکودرو (انگلیسی: Sara Escudero؛ زادهٔ ۱۸ اوت ۱۹۸۱) بازیگر، کمدین، مجری و نویسنده تلویزیون اهل اسپانیا است.